# Andrea Lucchese
Andrea Lucchese (Palermo, 1979) è un kickboxer italiano, campione del mondo ed europeo WAKO di kickboxing, specialità Point Fight, durante la sua carriera agonistica è stato membro della nazionale italiana di kickboxing FIKBMS/WAKO per diversi anni.
Laureato in Scienze motorie e sportive con 110 e lode, cultore presso la Facoltà di Scienze motorie dell'Università degli Studi di Palermo, insegnante di scienze motorie e sportive di scuola elementare. 
Membro fondatore del Team Vicor, ha fondato una scuola di arti marziali e sport da combattimento la cui didattica si divide in: gioco motricità; avviamento allo sport; preparazione atletica; sport da combattimento..

## Biografia
Andrea Lucchese si è formato, a Palermo, conseguendo la cintura nera di Kick Boxing, Karate Shotokan, Taekwondo e Brazilian Jiu Jitsu. Oltre ad aver condotto un'intensa attività agonistica nella Kick boxing, Andrea si dedica attualmente all'insegnamento della Kick boxing (e del Brazilian Jiu Jitsu) all’interno di Vicor 149 a Palermo. 
Andrea Lucchese ha partecipato a numerose competizioni nazionali e internazionali, riportando numerosi titoli, fra cui campione mondiale W.A.K.O. (Portogallo) ed europeo W.A.K.O. (Bulgaria) distinguendosi sempre nella specialità Point Fight. 
Ha rappresentato l’Italia in Cina, al torneo internazionale Sport-Accord Combact Games, campionato del mondo tenuto a Pechino, nell'agosto 2010, ottenendo la medaglia d'oro, specialità Point Fight. 

## Carriera sportiva
CAMPIONATI WAKO/FIKB SEMI-CONTACT:
- Oro campionato del mondo a squadre 2011 Dublino (Irlanda)
- Oro Torneo mondiale Sport Accord-games, 2010 Pechino (Cina)
- Argento Campionato del Mondo 2009 Lignano Sabbiadoro (UD)
- Oro Campionato Italiano a Squadre 2009
- Oro Campionato Italiano 2009
- Oro Coppa Italia 2009
- Oro Campionato Europeo 2008 Varna (Bulgaria)
- Argento Campionato Italiano 2008
- Oro Campionato del Mondo 2007 Coimbra (Portogallo)
- Oro Campionato Italiano a Squadre 2007
- Oro Campionato Italiano 2007
- Campione Europeo W.A.K.O Professionisti, Palermo 2004

TORNEI Kick Boxing/Point Fight:
- Argento alla Coppa del Mondo Piacenza (Italia) 2003
- Argento alla Coppa del Mondo Piacenza (Italia) 2003 Squadre
- Oro Campionato a squadre al Golden Belt Mareno di Piave (italia) 2004
- Oro all'Irish Open Dublino (Irlanda) 2005
- Oro al Golden Belt Mareno di Piave (Italia) 2006
- Oro al Quebec Open 2006 Campionato del Mondo Interfederale Wako, Iksa,Wka (Canada)
- Bronzo al Quebec Open 2006 Campionato del Mondo Interfederale Wako, Iksa,Wka (Canada) Squadre
- Oro al Golden Belt 2007 Torino (italia)
- Oro al Golden Belt 2007 Torino (italia) Squadre
- Oro al Golden Glow 2007 Mareno di Piave (italia)
- Oro al Golden Glow 2007 Mareno di Piave (italia) Squadre
- Oro all'Irish Open 2007 Dublino (Irlanda)
- Oro all'Austrian Classic 2007 (Austria) -63 kg
- Oro all'Austrian Classic 2007 (Austria) -69 kg
- Argento Best Fighter 2007
- Oro Italian Open 2008
- Oro Italian Open Squadre 2008
- Oro Golden Glove 2008
- Oro Irish Open 2008
- Oro Best Fighter 2008 –63 kg
- Argento Best Figther 2008 –69 kg
- Oro Campionato Europeo 2008 Varna (Bulgaria)
- Oro Italian Open 2009
- Oro Golden Glove 2009
- Oro Irish Open 2009
- Bronzo Austria Classic 2009
- Oro coppa del mondo, Best fighter a squadre 2011
- Oro Coppa del mondo Russia.

POSIZIONI RICOPERTE NELLA FEDEZIONE ITALIANA FIKBMS:
- Tecnico federale Fikbms.
- Maestro di Kick boxing Fikbms.
- Esperto in età evolutiva Fikbms.
- Direttore tecnico della nazionale italiana Fikbms.
- Direttore tecnico della nazionale italiana vincitrice dell’europeo senior in Slovenia (Maribor) 2018.
- Direttore tecnico della nazionale italiana vincitrice dell’europeo junior Ungheria (Győr) 2019.

- Premiato come miglior tecnico d’Europa Fikbms/Wako all’europeo tenuto in Slovenia.

Andrea Lucchese inoltre studia il Jiu jitsu brasiliano, disciplina specializzata nella lotta a terra, di cui è stato campione italiano nella categoria cinture Viola, senior (adulti) nel 2017 a Firenze.